# Estatuto do Petróleo
O Estatuto do Petróleo foi um projeto de lei que resultou dos estudos de uma comissão criada pelo presidente Dutra para revisar as leis existentes em função  da nova Constituição de 1946 e criar novas regras para a exploração do petróleo no Brasil. A comissão foi formada em fevereiro de 1947 e era presidida por Odilon Braga, com a participação de Glycon de Paiva Teixeira e Coronel Artur Levy. A redação foi finalizada oito meses depois. A produção e o refino seriam financiados pelo Fundo Nacional de Petróleo (formado com lucros do Conselho Nacional do Petróleo) mas também com subsídios estrangeiros.
O anteprojeto considerava impossível a nacionalização do ramo petrolífero, citando como razões a falta de verbas, de técnicos especializados e de condições gerais. Desagradou a gregos e troianos, dos nacionalistas, que defendiam o monopólio estatal do petróleo integral, aos grandes trustes internacionais (as Sete irmãs), interessados em obter concessões para a exploração do petróleo brasileiro com uma legislação favorável a elas, do mesmo tipo que já tinham obtido na Venezuela.
Os nacionalistas reagiram com vigor a esse projeto de lei e, após uma série de conferências realizadas no Clube Militar, resolveram lançar a Campanha do Petróleo, uma das maiores campanhas políticas da história brasileira, que ficou mais conhecida por seu bordão O petróleo é nosso. Essa campanha foi coordenada pelo Centro de Estudos e Defesa do Petróleo, depois Centro de Estudos e Defesa do Petróleo e da Economia Nacional (CEDPEN), que defendia o monopólio estatal do petróleo em todas as fases de sua exploração.
O Estatuto do Petróleo teve uma tramitação difícil no Congresso nacional, e acabou arquivado. 